# Biélorussie au Concours Eurovision de la chanson 2018
La Biélorussie est l'un des quarante-trois pays participants du Concours Eurovision de la chanson 2018, qui se déroule à Lisbonne au Portugal. Le pays est représenté par le chanteur Alekseev et sa chanson Forever, sélectionnés via une sélection télévisée. Le pays se classe 16e en demi-finale avec 65 points et ne se qualifie pas pour la finale.

## Sélection
La participation du pays a été confirmée le 31 août 2017 par le diffuseur  BRTC. La sélection de l'artiste et de la chanson qui représenteront le pays se fera via une émission télévisée. En amont de cette dernière, un appel à candidatures a été lancé, et 95 ont été reçues par le diffuseur.
Les 95 candidats ont été auditionnés le 11 janvier 2018 et onze d'entre eux ont été retenus pour participer à l'émission de sélection, qui aura lieu le 16 février 2018. Une des candidates, Sofi Lapina, s'est retirée pour protester contre la candidature d'Alekseev, qui avait publié une version russe de sa chanson avant le 1er septembre 2017, tandis qu'elle-même s'était vue refuser plusieurs de ses chansons pour cette raison.
La sélection est remportée par Alekseev et sa chanson Forever, qui représenteront donc la Biélorussie à l'Eurovision 2018.
- Vainqueur

| Ordre | Artiste                 | Chanson          | Télévote | Télévote | Jury | Total | Place |
| Ordre | Artiste                 | Chanson          | Voix     | Points   | Jury | Total | Place |
| ----- | ----------------------- | ---------------- | -------- | -------- | ---- | ----- | ----- |
| 1     | Adagio                  | Ty i ja (Ты і я) | 581      | 1        | 1    | 2     | 10    |
| 2     | Alekseev                | Forever          | 5 184    | 12       | 12   | 24    | 1     |
| 3     | Shuma                   | Hmarki (Хмаркі)  | 3 042    | 10       | 4    | 14    | 3     |
| 4     | NAPOLI                  | Chasing Rushes   | 1 236    | 7        | 6    | 13    | 4     |
| 5     | Anastasiya Malashkevich | World on Fire    | 804      | 5        | 7    | 12    | 7     |
| 6     | Gunesh                  | I Won't Cry      | 1 041    | 6        | 8    | 14    | 2     |
| 7     | Radiovolna              | Subway Lines     | 599      | 2        | 10   | 12    | 6     |
| 8     | Alen Hit                | I Don't Care     | 718      | 4        | 2    | 6     | 9     |
| 9     | Lexy                    | Ain't You        | 669      | 3        | 4    | 7     | 8     |
| 10    | Kirill Good             | Déjà Vu          | 1 359    | 8        | 5    | 13    | 5     |

## À l'Eurovision
La Biélorussie a participé à la première demi-finale, le 8 mai 2018. Terminant 16e avec 65 points, le pays échoue à se qualifier pour la finale.